# Oleksandr Karavayev
Olexandr Olexandrovytch Karavaïev (en ukrainien : Олександр Олександрович Караваєв) est un footballeur international ukrainien, né le 2 juin 1992 à Kherson. Il évolue au poste de milieu de terrain au Dynamo Kiev.

## Biographie

### En club
Il participe à la phase de groupe de la Ligue Europa avec le club du Zorya Louhansk.

### En équipe nationale
Olexandr Karavaïev joue de nombreux matchs avec l'équipe d'Ukraine espoirs.
Il joue son premier match en équipe d'Ukraine le 9 octobre 2015, contre la Macédoine. Ce match gagné 0-2 à Skopje rentre dans le cadre des éliminatoires de l'Euro 2016. Retenu par le sélectionneur Mykhaïlo Fomenko afin de participer à la phase finale de l'Euro 2016 organisé en France, il ne disputera pas la moindre minute de jeu lors de ce tournoi.
Il inscrit son premier but avec l'Ukraine le 27 mars 2018, contre le Japon (victoire 1-2 à Liège).

## Palmarès
PFK Sébastopol
- Champion d'Ukraine de D2 en 2013.

 Zorya Louhansk
- Finaliste de la Coupe d'Ukraine en 2016.

 Dynamo Kiev
- Champion d'Ukraine en 2021.
- Vainqueur de la Coupe d'Ukraine en 2021.